# Gaël Monthurel
Gaël Monthurel (Conches-en-Ouche, 22 de janeiro de 1966) é um ex-handebolista profissional e treinador francês, medalhista olimpico.
Gaël Monthurel fez parte do elenco medalha de bronze, em Barcelona 1992. Com 4 partidas e 4 gols.